# Alexander Essfeld
Alexander Essfeld (* 7. Januar 1874 in Düsseldorf; † 22. September 1939 ebenda) war ein deutscher Marinemaler der Düsseldorfer Schule.

## Leben
Essfeld studierte Malerei an der Kunstakademie Düsseldorf. 1892 und 1893 besuchte er dort die Elementarklasse, 1894 die Vorbereitungsklassen und die Klasse für Ornamentik und Dekoration bei Adolf Schill. Danach besuchte er die Landschafterklasse von Eugen Dücker. Auch wurde er Privatschüler von Andreas Dirks, dessen Interesse für Marinemalerei er teilte. Zum Freundeskreis zählte der Maler Albert Engstfeld. Essfeld war Mitglied im Düsseldorfer Künstlerverein Malkasten. 1903 und 1904 beschickte Essfeld die Große Berliner Kunstausstellung.

## Werke (Auswahl)
- Winter in Norwegen
- Winterliche Hafenansicht
- Segelboote im Hafen

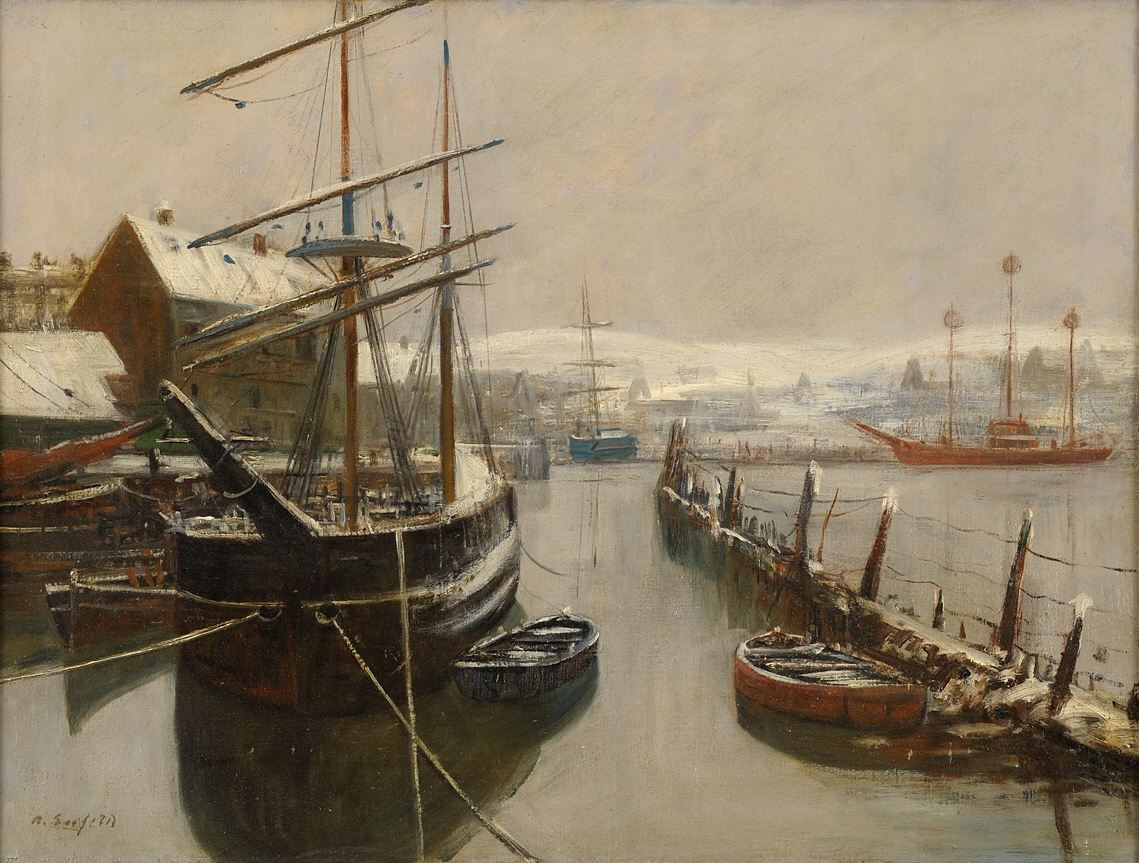
Winterliche Hafenansicht

- Boote der Kaiserlichen Marine auf hoher See
- Minensuchboote, 1910
- New York Harbor